# Sahale-Gletscher
Der Sahale-Gletscher liegt am Südhang des Sahale Mountain im North Cascades National Park im US-Bundesstaat Washington. Er ist schätzungsweise 0,25 mi (0 km) lang und fließt von 8.200 ft (2.499 m) auf 7.800 ft (2.377 m) Höhe herab. Der Sahale-Gletscher ist vom Davenport-Gletscher im Nordosten und vom Quien Sabe Glacier im Norden durch Grate getrennt.